# Lijst van soorten en volkeren in Star Trek
Dit is een lijst van soorten en volkeren die voorkomen in de verschillende Star Trekseries voor. Het Star Trekuniversum kent vele soorten en volken. De meeste hiervan zijn mensachtig, met kleine of grote uiterlijke verschillen, die zich meestal voordoen als ribbels op de neus of op het voorhoofd. In de Star Trek: The Next Generation-aflevering "The Chase" wordt verklaard waarom de meeste soorten een humanoïde vorm hebben: miljarden jaren geleden onderzochten leden van een oeroud volk al de Melkweg, waar ze ontdekten dat ze alleen waren. Ze besloten DNA-fragmenten te "zaaien" op tientallen planeten die misschien ooit leven zouden voortbrengen, waardoor zij in toekomstige volken zouden voortleven. Inderdaad bloeiden verschillende beschavingen op, waarvan de belangrijkste hieronder vermeld staan.

## A
- Akritirians
- Alsaurian
- Andorian
- Angosian
- Anticans

## B
- Bajoran
- Ba'ul
- Benzite
- Betazoid
- Bolian
- Borg
- Breen
- Brunali
- Bynar

## C
- Caitiaan
- Caretaker
- Cardassian

## D
- Denobulan
- Douwd

## E
- El-Aurian
- Exocomp

## F
- Ferengi
- Founders

## G
- Gorn

## H
- Hazari
- Hirogen
- Horta
- Husnock
- Hydran

## I
- Iconian

## J
- Jem'Hadar

## K
- Kazon
- Kelpiën
- Klingon
- Kobali
- Ktarian

## L
- Lyran

## M
- Mintakan
- Mens

## N
- Norcadian

## O
- Ocampa
- Organians
- Orion

## P
- Progenitors

## Q
- Q

## R
- Romulan
- Reman
- Rigellians

## S
- Sehlat
- Selay
- Shivolian
- Space Amoeba
- Species 8472
- Suliban

## T
- Talaxian
- Talosian
- Tellarites
- Tholian
- Tosk
- Tribbles
- Trill
- Triskellion

## V
- Viidian
- Vissian
- Vorta
- Vulcan
- Voth

## X
- Xindi

## Y
- Yridian